# Јуче, данас, сутра (филм)
Јуче, данас и сутра (итал. Ieri, oggi, domani) је филмска комедија-антологија из 1963. италијанског редитеља Виториа де Сике. У њему играју Софија Лорен и Марчело Мастројани. Филм се састоји од три кратке приче о паровима у различитим деловима Италије. Филм је освојио Оскара за најбољи филм на страном језику на 37. додели Оскара.

## Радња

### Аделина од Напуља
Смештен у раднички кварт Напуља 1954. године, ово је прича о Аделини (Софија Лорен), која издржава свог незапосленог мужа Кармина (Марчело Мастројани) и дете продајом цигарета на црном тржишту. Када не плати казну, њен намештај треба да буде конфискован. Међутим, комшије јој помажу скривајући намештај. Адвокат који живи у комшилуку саветује Кармину да ће, пошто су казна и намештај на Аделинино име, бити затворена. Међутим, италијански закон предвиђа да жене не могу бити затворене када су трудне или у року од шест месеци након трудноће. Аделина планира да остане трудна у континуитету. После рађања седморо деце за осам година, Кармин је озбиљно исцрпљен и Аделина мора да одлучи да затрудни од стране њиховог заједничког пријатеља Пасквале (Алдо Ђуфре) или ће бити у затвору.
Коначно одлучује да буде затворена, а цео комшилук скупља новац да је ослободи и моли за њено помиловање, што се коначно остварује и она се поново спаја са својим мужем Карминеом и њиховом децом.

### Ана Миланска
Ана (Софија Лорен коју је обукао Кристијан Диор) је супруга изразито богатог индустријалца, има љубавника по имену Ренцо (Марчело Мастројани). Док се заједно возе у мужевом ролс-ројсу, Ана мора да одреди шта је најважније за њену срећу – Ренцо или Ролс. Ренцо поново размишља о својој заљубљености у Ану када она не изражава никакву забринутост када су замало прегазили дете и на крају срушили Ролс-Ројс.
Разбеснело ју је оштећење њеног ролс-ројса и одлучује се да доведе другог возача да је одвезе кући, остављајући Ренца на путу.

### Мара Римска
Мара (Софија Лорен) ради као проститутка у свом стану, опслужујући разне клијенте високе класе, укључујући Аугуста (Марчело Мастројани), богатог, моћног и неуротичног сина индустријалца из Болоње.
Унук Мариног старијег комшије Умберто (Ђани Ридолфи) је згодан и безобразан младић који учи за свештенство, али још није заређен . Умберто и Мара разговарају једне ноћи питајући се о својим занимањима. Постиђена, Мара му каже да ради маникир. Умбертова бака их види како разговарају и, знајући да је Мара проститутка, прекида њихов разговор говорећи Мари да ће отићи у пакао. Умберто се буни, али се Мара брани. Умберто се заљубљује у њу. На ужаснутост своје баке, младић жели да напусти свој позив да буде са Маром, или да се придружи француској Легији странаца, ако га Мара одбије. Мара се заклиње да ће младића вратити на пут праведности у богословију и заклиње се на целибат на недељу дана, ако успе. За ово она ангажује невољног Аугуста. Умберто коначно пристаје да се врати у богословију. Мара награђује Аугуста стриптизом, али сећајући се свог завета, одбија да иде у кревет са њим.

## Глумачка подела
- Софија Лорен као Аделина Сбарати / Ана Молтени / Мара
- Марчело Мастројани као Кармин Сбарати / Ренцо / Аугусто Рускони
- Алдо Ђуфре као Пасквале Нардела (сегмент "Аделина")
- Агостино Салвијети као др Вераче (сегмент "Аделина")
- Лино Маттера као Амедео Сцапеце (сегмент "Аделина")
- Тецла Сцарано као Верацеова сестра (сегмент "Аделина")
- Силвија Монели као Еливира Нардела (сегмент "Аделина")
- Карло Кроколо као аукционар (сегмент "Аделина")
- Паскуале Сенамо као шеф полиције (сегмент "Аделина")
- Тонино Цианци као (сегмент "Аделина") (као Антонио Цианци)
- Армандо Тровајоли као Ђорђо Ферарио (сегмент "Ана")
- Тина Пица као бака Ферарио (сегмент "Мара")
- Ђани Ридолфи као Умберто (сегмент "Мара") (као Ђовани Ридолфи)
- Ђенаро Ди Грегорио као деда (сегмент "Мара")

## Пријем
Џон Сајмон из The New Leader описао је филм као прецењену глупост.

## Награде
- Оскар за најбољи филм на страном језику[4] (1965)
- Награда БАФТА 1965. за најбољег страног глумца – Марчело Мастројани
- Златни глобус 1964 – Награда Самјуел Голдвин – номинација
- Награде Давид ди Донатело – Давид за најбољу продукцију – Карло Понти (1964)